# Перерозподіл доходів і багатства
Перерозподіл доходів та багатства — це передача доходів та багатства (включаючи фізичну власність ) від одних осіб до інших через соціальний механізми, такі як оподаткування, соціальне забезпечення, державні послуги, земельна реформа, монетарна політика, конфіскація, розлучення або деліктне право.  Цей термін зазвичай стосується перерозподілу в цілому, на рівні всієї економіки, а не між окремими особами.
Розуміння цієї фрази різниться залежно від власних поглядів, політичних ідеологій та вибіркового використання статистики.
Цей термін часто використовується в політиці для позначення сприйманого перерозподілу від тих, хто має більше, до тих, хто має менше. Рідко цей термін використовується для опису законів або політик, які спричиняють перерозподіл у зворотному напрямку, від бідних до багатих.
Цей вираз іноді пов'язують з терміном «класова боротьба», де перерозподіл, як стверджується, має на меті протидіяти шкоді, заподіяній особами з високим рівнем доходу та заможними людьми за допомогою таких засобів, як несправедливість і дискримінація.
Політика перерозподілу податків не повинна змішуватися з політикою попереднього розподілу. «Попередній розподіл» — це ідея, згідно з якою держава повинна намагатися запобігати виникненню нерівності, а не боротися з нею за допомогою системи оподаткування та соціальних виплат після її виникнення. Наприклад, політика попереднього розподілу може вимагати від роботодавців виплачувати всім працівникам прожитковий мінімум, а не лише мінімальну заробітну плату, як «знизу вгору» відповідь на поширену нерівність доходів або високий рівень бідності.
Було висунуто багато «зверху вниз» пропозицій щодо оподаткування. У Сполучених Штатах «правило Баффета» — це гібридна модель оподаткування, що складається з протилежних систем, покликаних мінімізувати упередженість до особливих інтересів при розробці податкової системи.
Вплив системи перерозподілу активно обговорюється з етичних та економічних міркувань. Тема включає аналіз її обґрунтувань, цілей, засобів та ефективності політики.

## Історія
У давнину перерозподіл здійснювався в рамках палацової економіки, де уряд, тобто диктатор або фараон, мав як можливість, так і право визначати, хто оподатковується, а хто отримує особливе ставлення. На Заході стародавні цивілізації мали звичаї для сприяння перерозподілу багатства, такі як стародавні євреї, чий Ювілей звільняв борги бідних, та стародавні греки, чиї літургії спонукали багатих добровільно фінансувати міста-держави.
На початку Нового часу проводилися експерименти з аграрним соціалізмом. Наприклад, у Плімутській колонії під керівництвом Вільяма Бредфорда, який записав у своєму щоденнику, що цей «загальний курс» породжував плутанину, невдоволення та недовіру серед колоністів, які розглядали систему як форму рабства.
Тісно пов'язаний термін, дистриб'ютизм (також відомий як дистриб'юціонізм або дистриб'ютивізм), стосується економічної ідеології, яка розвинулася в Європі наприкінці 19-го та на початку 20-го століття. Він базувався на принципах католицького соціального вчення, зокрема на вченнях Папи Лева XIII в його енцикліці «Rerum Novarum» та Папи Пія XI в «Quadragesimo Anno». Зовсім недавно Папа Франциск повторив попередні папські заяви у своїй праці «Evangelii Gaudium».
У 1789 році Монтеск'є у своїй праці «Дух закону» постулював, що прогресивне оподаткування найбільше підходить для свободи, тоді як регресивне оподаткування найбільше підходить для рабства.У сучасному суспільстві цей принцип досі поширений, де прогресивне оподаткування визнається засобом перерозподілу доходів і багатства від багатих до бідних.

## Роль в економічних системах
Різні типи економічних систем характеризуються різним ступенем інтервенціонізму, спрямованого на перерозподіл доходів, залежно від того, наскільки нерівномірним є їхній початковий розподіл. Капіталістичні економіки вільного ринку, як правило, характеризуються високим ступенем перерозподілу доходів. Однак уряд Японії займається набагато меншим перерозподілом, оскільки початковий розподіл заробітної плати набагато рівномірніший, ніж у західних економіках. Аналогічно, соціалістичні планові економіки колишнього Радянського Союзу та Східного блоку характеризувалися дуже незначним перерозподілом доходів, оскільки приватний капітал та дохід від землі були обмежені. Щоб досягти ефективного розподілу ресурсів з бажаним розподілом доходів, якщо економіка задовольняє припущення конкурентної моделі, єдина роль уряду полягає у зміні початкового розподілу багатства – основних рушійних сил нерівності доходів у капіталістичних системах – практично не існувало; і тому що ставки заробітної плати встановлювалися урядом у цих економіках.
Порівняння соціалістичних та капіталістичних систем з точки зору розподілу доходів набагато простіше, оскільки обидві ці системи практично впроваджені в низці країн із сумісними політичними системами. Економічна нерівність майже у всіх східноєвропейських економіках зросла після переходу від соціалістичної планової економіки до капіталістичної ринкової економіки. Ці економіки зберігають риси соціалізму та, як стверджується, більше нагадують соціал-демократію, ніж капіталізм вільного ринку.
Щодо ісламського розподілу, то три ключові елементи ісламської економічної системи мають значний вплив на розподіл доходів та багатства (якщо вони будуть повністю впроваджені) та суттєво відрізняються від капіталізму. Ісламська система визначається такими трьома ключовими елементами: Ушр та Закят, заборона лихварства та Закон про спадкування. Ушр – це обов'язковий платіж із сільськогосподарської продукції під час збору врожаю. Якщо сільськогосподарські угіддя зрошуються дощем або іншою природною вільно доступною водою, виробник зобов'язаний сплатити десять відсотків від продукції як Ушр.
Якщо вода для зрошення не є безкоштовною, то відрахування становитиме п'ять відсотків, тоді як Закят є основним інструментом обмеження надмірного накопичення багатства та допомоги бідним та найбільш вразливим членам суспільства. По-друге, лихварство, або нарахування відсотків, заборонено. Виключення відсотків з економічної системи – це революційний крок із глибоким впливом на всі сфери економічної діяльності. Зрештою, Закон про спадкування в Ісламі полягає в розподілі майна померлої особи від найближчих членів родини до більш віддалених родичів. Син(и), дочка(и), дружина, чоловік та батьки є основними одержувачами. Цей розподіл чітко проілюстровано в Корані та не може бути змінений або модифікований. За різних умов частка, отримана різними родичами, відповідно змінюється. Важливий принцип полягає в тому, що власник на момент своєї смерті не може змінити ці частки.

## Як формуються погляди на перерозподіл
Контекст, у якому перебуває людина, може впливати на її погляди на політику перерозподілу. Наприклад, незважаючи на те, що обидва є західними цивілізаціями, типові американці та європейці мають різні погляди на політику перерозподілу. Це явище зберігається навіть серед людей, які отримали б найбільшу користь від політики перерозподілу, оскільки бідні американці схильні менше підтримувати політику перерозподілу, ніж однаково бідні європейці. Дослідження показують, що це відбувається тому, що коли суспільство має фундаментальне переконання, що ті, хто наполегливо працює, отримають винагороду за свою працю, суспільство підтримуватиме політику нижчого перерозподілу. Однак, коли суспільство в цілому вважає, що певна комбінація зовнішніх факторів, таких як удача чи корупція, може сприяти визначенню багатства людини, члени суспільства схильні підтримувати політику вищого перерозподілу. Це призводить до принципово різних уявлень про те, що є «справедливим» або чесним у цих країнах, і впливає на їхні загальні погляди на перерозподіл.
Ще одним контекстом, який може впливати на уявлення людини про політику перерозподілу, є соціальний клас, до якого вона належить. Люди схильні надавати перевагу політиці перерозподілу, яка допоможе групам, членами яких вони є. Це видно з дослідження латиноамериканських законодавців, де показано, що законодавці, народжені з нижчого соціального класу, схильні надавати перевагу більш перерозподільній політиці, ніж їхні колеги, народжені з вищого соціального класу. Дослідження також показали, що жінки загалом підтримують перерозподіл більше, ніж чоловіки, хоча сила цієї переваги варіюється залежно від країни. Хоча література залишається неоднозначною щодо того, чи є грошова вигода справжньою мотивацією для підтримки політики перерозподілу, більшість дослідників погоджуються, що соціальний клас відіграє певну роль у визначенні поглядів людини на політику перерозподілу. Тим не менш, класична теорія про те, що індивідуальні уподобання щодо перерозподілу зменшуються з доходом, що призводить до суспільних уподобань щодо перерозподілу, які зростають з нерівністю доходів, була оскаржена. Можливо, найважливіший вплив уряду на розподіл «багатства» полягає у сфері освіти — у забезпеченні певної кількості людського капіталу для кожного. Надаючи всім людям, незалежно від багатства їхніх батьків, безкоштовну базову освіту, уряд зменшує ступінь нерівності, яка в іншому випадку існувала б.
Нерівність доходів має багато різних конотацій, три з яких мають особливе значення:
Моральний вимір, який веде до обговорення прав людини. Які причини має прийняти суспільство для виникнення або існування нерівності та наскільки нерівність між його членами узгоджується з правом кожної людини на людську гідність.
Другий вимір пов'язує нерівність з політичною стабільністю. Скільки нерівності може витримати суспільство, перш ніж значна кількість його членів почне відкидати існуючу модель розподілу та вимагати фундаментальних змін? У суспільствах з дуже жорсткими формами розподілу доходів це може легко призвести до публічних протестів, якщо не до насильства. Тоді влада стикається з вибором реагувати на протести репресіями або реформами. У суспільствах з гнучкими інструментами переговорів та торгів щодо доходів можуть бути доступні більш плавні механізми адаптації.
Третій вимір – у багатьох випадках домінуюча модель у соціальних дебатах – пов’язує нерівність з економічними показниками. Люди, які досягають більшого та працюють краще, заслуговують на вищий дохід. Якщо до всіх ставляться однаково, загальна готовність до роботи може знизитися. Цей аргумент включає дефіцит навичок. Суспільства повинні забезпечувати стимули, щоб таланти та освіта розподілялися на робочі місця, де вони найбільше потрібні. Небагато людей сумніваються в загальній точності цих аргументів, але ніхто ніколи не показував, як правильно вимірювати показники та як знайти об’єктивний спосіб пов’язати їх із переважаючим рівнем розподілу доходів. Нерівність потрібна – певною мірою – але ніхто не знає, наскільки вона корисна.

## Нерівність у країнах, що розвиваються
Існування високої нерівності в багатьох країнах, що розвиваються, поряд із стійкою бідністю, почало привертати увагу на початку 1970-х років. Однак протягом 1980-х і 1990-х років серед економістів домінувала думка, що нерівність у бідних країнах є менш нагальною проблемою порівняно із забезпеченням достатнього зростання, яке вважалося основним засобом зменшення бідності. Рекомендації щодо політики для країн, що розвиваються, були чіткими: неможливо одночасно зменшити бідність і нерівність. Ця точка зору ґрунтувалася на переконанні, що економічне зростання зрештою призведе до ефекту «просочування», коли вигоди від зростання зрештою досягнуть найбідніших членів суспільства. Однак у 1990-х роках почали з'являтися докази, які ставили під сумнів це уявлення і свідчили про те, що зв'язок між економічним зростанням і скороченням бідності не був таким сильним, як вважалося раніше. Ця зміна в мисленні призвела до переосмислення важливості боротьби з нерівністю в процесі розвитку.

## Сучасні форми перерозподілу
Перерозподіл багатства та його практичне застосування неминуче змінюються з постійною еволюцією соціальних норм, політики та культури. У розвинених країнах нерівність доходів стала широко популярною темою, яка домінувала в дебатах протягом останніх кількох років. Важливість здатності держави перерозподіляти багатство з метою реалізації програм соціального забезпечення, підтримки суспільних благ та стимулювання економічного розвитку викликала численні дискусії на політичній арені. Засоби перерозподілу багатства в країні походять від впровадження ретельно продуманої та добре описаної системи оподаткування. Впровадження такої системи сприятиме досягненню бажаної соціальної та економічної мети зменшення соціальної нерівності та максимізації соціального забезпечення. Існують різні способи запровадження податкової системи, яка сприятиме більш ефективному розподілу ресурсів, зокрема, багато демократичних, навіть соціалістичних урядів використовують прогресивну систему оподаткування для досягнення певного рівня перерозподілу доходів. Окрім створення та впровадження цих податкових систем, «глобалізація світової економіки [дала] стимули для реформування податкових систем» у всьому світі. Окрім використання системи оподаткування для досягнення перерозподілу багатства, таку саму соціально-економічну вигоду можна досягти, якщо в рамках існуючої політичної інфраструктури, що вирішує ці питання, буде впроваджено відповідну політику. Сучасне мислення щодо теми перерозподілу багатства зосереджується на концепції, що економічний розвиток підвищує рівень життя всього суспільства.
Сьогодні перерозподіл доходів у тій чи іншій формі відбувається в більшості демократичних країн за допомогою економічної політики. Деякі політики перерозподілу намагаються забрати багатство, доходи та інші ресурси у «багатих» і передати їх «бідним», але багато перерозподілів йдуть в інше місце.

## Прогресивний податок на доходи
Наприклад, політика прогресивного податку на доходи уряду США є перерозподільною, оскільки значна частина податкових надходжень йде на соціальні програми, такі як соціальне забезпечення та Medicare.
У прогресивній системі оподаткування доходів особи з високим доходом сплачують вищий податок (більший відсоток від свого доходу), ніж особи з низьким доходом, і, отже, сплачують більше загальної суми в доларах на особу.
Іншими методами перерозподілу доходів на основі оподаткування є негативний податок на доходи для осіб з дуже низькими доходами та податкові лазівки (ухилення від оподаткування) для заможніших осіб.

## Перерозподіл доходів урядом
Два інших поширених види перерозподілу доходів урядом — це субсидії та ваучери (наприклад, продовольчі талони або ваучери на житло за програмою Section-8). Ці програми трансфертних платежів фінансуються за рахунок загального оподаткування, але приносять користь бідним або впливовим групам спеціальних інтересів та корпораціям.  Хоча особи, які отримують трансферти від таких програм, можуть віддавати перевагу прямому наданню готівки, ці програми можуть бути більш прийнятними для суспільства, ніж грошова допомога, оскільки вони дають суспільству певний контроль над тим, як витрачаються кошти.

## Перерозподіл пільг
Державний перерозподіл доходів може включати програму прямих пільг, що передбачає або грошові перекази, або придбання конкретних послуг для фізичної особи. Одним із прикладів є Medicare. Medicare — це державна програма медичного страхування, яка охоплює осіб віком 65 років і старших, деяких молодих людей з інвалідністю та осіб з термінальною стадією ниркової недостатності (постійна ниркова недостатність, що вимагає діалізу або трансплантації, іноді називається ESRD). Це програма прямих виплат, оскільки уряд безпосередньо надає медичне страхування тим, хто має на це право.

## Індекс Джині
Різниця між індексом Джині для розподілу доходів до оподаткування та індексом Джині після оподаткування є показником впливу такого оподаткування. Можна порівняти коефіцієнти Джині до і після розподілу багатства.

## Перерозподіл власності
Перерозподіл багатства може бути здійснений за допомогою земельної реформи, яка передає право власності на землю від однієї категорії людей до іншої, або за допомогою податків на спадщину, податків на вартість землі або більш широкого податку на багатство на активи в цілому.
Такі заходи, як контроль орендної плати, можуть спричинити значні витрати. Деякі альтернативні форми втручання, такі як житлові субсидії, можуть досягти порівнянних цілей розподілу за менших витрат. Якщо уряд не може здійснити перерозподіл без витрат, він повинен шукати ефективні способи перерозподілу, тобто способи, які максимально зменшують витрати. Це одна з головних проблем галузі економіки, яка називається економікою державного сектора.
Людвіг фон Мізес — економіст Австрійської школи, захисник ідей класичного лібералізму писав: "Ідея рівного розподілу землі є згубною ілюзією. Її втілення в життя занурить людство в злидні і голод, і фактично знищить саму цивілізацію."

## Класовий аналіз
Одне дослідження показує, що «середній клас перебуває в парадоксальному становищі», оскільки його представники, як правило, голосують проти перерозподілу доходів, хоча економічно вони б від цього виграли.

## Цілі
Цілі перерозподілу доходів полягають у підвищенні економічної стабільності та розширенні можливостей для менш заможних членів суспільства, тому зазвичай вони включають фінансування державних послуг.
Однією з основ перерозподілу є концепція розподільної справедливості, яка ґрунтується на припущенні, що гроші та ресурси повинні розподілятися таким чином, щоб призвести до соціально справедливого і, можливо, більш фінансово рівноправного суспільства. Інший аргумент полягає в тому, що більший середній клас приносить користь економіці, дозволяючи більшій кількості людей бути споживачами, одночасно надаючи рівних можливостей для досягнення кращого рівня життя. Як, наприклад, видно з роботи Джона Ролза, інший аргумент полягає в тому, що справді справедливе суспільство було б організовано таким чином, щоб приносити користь найменш заможним, і будь-яка нерівність була б допустима лише в тій мірі, в якій вона приносить користь найменш заможним.
Деякі прихильники перерозподілу стверджують, що капіталізм призводить до зовнішніх ефектів, які створюють нерівний розподіл багатства.
Людвіг фон Мізес — економіст Австрійської школи, захисник ідей класичного лібералізму, в своїй фундаментальній праці «Людська діяльність» писав:
Ми не стверджуємо, що капіталістичний спосіб економічного розрахунку гарантує абсолютно найкраще рішення щодо 

розподілу факторів виробництва. Такі абсолютно досконалі рішення будь-якої проблеми є недосяжними для смертних людей. Те, до чого може призвести функціонування ринку, не підірваного втручанням примусу і тиску, є лише найкращим рішенням, доступним людському розуму при даному стані технологічних знань та інтелектуальних здібностей найпроникливіших людей нашої епохи.
Багато економістів стверджують, що нерівність багатства та доходів є причиною економічних криз і що зменшення цієї нерівності є одним із способів запобігання або пом'якшення економічних криз, а отже, перерозподіл приносить користь економіці в цілому. Ця точка зору була пов'язана зі школою недоспоживання в XIX столітті, яка зараз вважається одним з аспектів деяких шкіл кейнсіанської економіки; вона також була розвинена, з різних причин, марксистською економікою. Вона була особливо розвинена в США в 1920-х роках Вадділом Кетчінгсом і Вільямом Труфантом Фостером. Згодом так звана «гіпотеза Раджана» стверджувала, що нерівність доходів була причиною вибуху фінансової кризи 2008 року. Причиною цього є те, що зростання нерівності змусило людей з низькими та середніми доходами, особливо в США, збільшити свої борги, щоб підтримувати рівень споживання на рівні багатших людей. Запозичення були особливо високими на ринку житла, а дерегуляція фінансового сектору дозволила розширити кредитування за допомогою субстандартних іпотечних кредитів. Спад на ринку житла в 2007 році зупинив цей процес і спричинив фінансову кризу 2008 року. Лауреат Нобелівської премії Джозеф Стігліц, як і багато інших, підтримує цю точку зору.
Наразі точиться дискусія щодо того, наскільки багаті люди світу стали багатшими за останні десятиліття. Книга Томаса Пікетті «Капітал у XXI столітті» є в центрі цієї дискусії, зосереджуючись головним чином на концентрації доходів і багатства всередині країн. Бранко Міланович надав докази зростання нерівності на глобальному рівні, показавши, як група так званих «глобальних плутократів», тобто 1% найбагатших людей у світі за розподілом доходів, була головним бенефіціаром економічного зростання в період 1988–2008 років. Більш пізні аналізи підтверджують це твердження, оскільки 27% загального економічного зростання у світі припадало на 1% найбагатших людей у світі в період 1980–2016 років.  Підхід, на якому базуються ці аналізи, піддається критиці в деяких виданнях, таких як The Economist.

## Моральний обов'язок
Аргумент Пітера Сінгера контрастує з аргументом Томаса Погге в тому, що він стверджує, що ми маємо індивідуальний моральний обов'язок допомагати бідним. Багаті люди, які живуть у штатах з більшим перерозподілом, більше підтримують іммігрантів, ніж бідніші люди, оскільки це дозволяє їм платити менші зарплати.

## Критика
Теорія суспільного вибору стверджує, що перерозподіл, як правило, приносить більше користі тим, хто має політичний вплив для встановлення пріоритетів у витратах, ніж тим, хто потребує допомоги, але не має реального впливу на уряд.
Соціалістичні економісти Джон Ромер і Пранаб Бардхан критикують перерозподіл через оподаткування в контексті соціальної демократії в скандинавському стилі, наголошуючи на її обмеженому успіху в просуванні відносного егалітаризму та її нестабільності. Вони вказують, що соціальна демократія потребує сильного робітничого руху для підтримки свого значного перерозподілу, і що нереалістично очікувати, що такий перерозподіл буде можливим у країнах із слабшим робітничим рухом. Вони вказують, що навіть у скандинавських країнах соціал-демократія занепадає з моменту ослаблення робітничого руху. Натомість Ромер і Бардхан стверджують, що зміна моделей власності підприємств і ринковий соціалізм, що усувають необхідність перерозподілу, були б більш стійкими та ефективними для просування егалітаризму.
Марксистські економісти стверджують, що соціал-демократичні реформи, включаючи політику перерозподілу доходів, такі як допомога по безробіттю та високі податки на прибуток і багатих, створюють більше суперечностей у капіталізмі, ще більше обмежуючи ефективність капіталістичної системи шляхом зменшення стимулів для капіталістів інвестувати в подальше виробництво. З марксистської точки зору, перерозподіл не може вирішити фундаментальні проблеми капіталізму — це може зробити лише перехід до соціалістичної економіки. Перерозподіл доходів знизить рівень бідності шляхом зменшення нерівності, якщо його проводити правильно. Але це може не прискорити зростання в значній мірі, за винятком, можливо, зменшення соціальних напружень, що виникають через нерівність, і надання бідним людям можливості присвятити більше ресурсів накопиченню людських і матеріальних активів. Необхідно безпосередньо інвестувати в можливості для бідних людей.
Розподіл доходів, що виникає на конкурентних ринках, може бути дуже нерівним. Однак за умов базової конкурентної моделі перерозподіл багатства може привести економіку до більш рівномірного розподілу, який також є ефективним за Парето.